# Ronin (komiks)
Ronin – amerykańska seria komiksowa, której twórcą jest Frank Miller. Pierwotnie opublikowana była w formie zeszytów w latach 1983–1984 przez wydawnictwo DC Comics, a następnie dwukrotnie doczekała się wydania zbiorczego. W tej postaci ukazała się po polsku w 2007 roku nakładem Egmont Polska.
Ronin to opowieść o dwóch przeciwnikach: japońskim wojowniku (rōninie) i demonie, których walka przenosi się z XIII-wiecznej Japonii do Nowego Jorku w XXI wieku.
Komiks pokazuje wpływ stylu mangi i japońskiej kultury na twórczość Franka Millera.